# Erdgas Sportpark
Erdgas Sportpark är en arena i Halle, Sachsen-Anhalt, Tyskland. Den har en kapacitet på 15 057 åskådare. Arenan är hem till Hallescher FC och ersatte Kurt-Wabbel-Stadion. 